# ماوريسيو راموس
ماوريسيو راموس (بالإسبانية: Mauricio Ramos) (مواليد 23 سبتمبر 1969) هو لاعب كرة قدم. يلعب مع منتخب بوليفيا لكرة القدم. سبق له أن لعب في كأس العالم لكرة القدم مع منتخب بلاده.

## روابط خارجية
- ماوريسيو راموس على موقع الاتحاد الدولي (مؤرشف)  (الإنجليزية)
- ماوريسيو راموس على موقع الدوري الأمريكي (الإنجليزية)
- ماوريسيو راموس على موقع قاعدة بيانات كرة القدم.إي يو (الإنجليزية)
- ماوريسيو راموس على موقع ناشيونال فوتبول تيمز (الإنجليزية)